# Craniospermum tuvinicum
Craniospermum tuvinicum är en strävbladig växtart som beskrevs av S. V. Ovczinnikova. Craniospermum tuvinicum ingår i släktet Craniospermum, och familjen strävbladiga växter. Inga underarter finns listade i Catalogue of Life.